# Margarethe Paul
Margarethe Paul (teilweise auch: Margarete Paul; * 13. November 1902 in Salzwedel; † nach 1976) war eine deutsche Funktionärin der DDR-Blockpartei NDPD. Sie war Abgeordnete der Volkskammer der DDR.

## Leben
Paul wurde als Tochter eines Tischlermeisters geboren. Sie besuchte die Volksschule in Salzwedel und war 1926 bis 1929 als Verkäuferin in Altenbrak (Harz) tätig. Danach war sie Hausfrau.
1947 trat sie dem Demokratischen Frauenbund Deutschlands (DFD), 1948 der National-Demokratischen Partei Deutschlands (NDPD) bei. Von 1947 bis 1948 war sie Gemeindevertreterin in Altenbrak und von 1948 bis 1950 Vorsitzende des Ortsvorstandes Blankenburg (Harz) des DFD und Kreisfrauenreferentin der NDPD in Blankenburg. Ab 1950 war sie Mitglied des NDPD-Kreisvorstandes Magdeburg, ab 1951 war sie Vorsitzende des Magdeburger Kreisfriedensrates. 1949 trat sie der Gesellschaft für Deutsch-Sowjetische Freundschaft, 1950 dem Kulturbund und 1952 der Gesellschaft für Sport und Technik bei. Von 1952 bis 1954 wirkte sie als Instrukteurin für Kultur des DFD-Bezirksverbandes Magdeburg. Ab 1958 war sie Mitglied des NDPD-Bezirksausschusses Magdeburg.
Von 1950 bis 1963 war Paul Abgeordnete der Volkskammer.

## Auszeichnungen
- Ehrennadel des Deutschen Friedensrates (1954)
- Verdienstmedaille der DDR (1959)
- Vaterländischer Verdienstorden in Bronze (1977)[1]